# Anigozanthos manglesii
Espèce
Classification phylogénétique
Anigozanthos manglesii ou "patte de Mangles" est une espèce de la famille des Haemodoraceae . C'est une « patte de kangourou ». Cette plante fait partie du genre Anigozanthos. Ce nom lui vient du grec ‘’anisos’’ qui signifie ‘inégal’ et “anthos” qui signifie fleur. Cette signification fait référence aux sous-divisions de la fleur en 6 parties inégales de l’inflorescence ,. Son nom spécifique “manglesii” est dû à Robert Mangles qui a été le premier à élever une graine de cette espèce dans son jardin en Angleterre . 
A. manglesii est une espèce végétale endémique de l'Australie occidentale, et l'emblème floral de l'État.

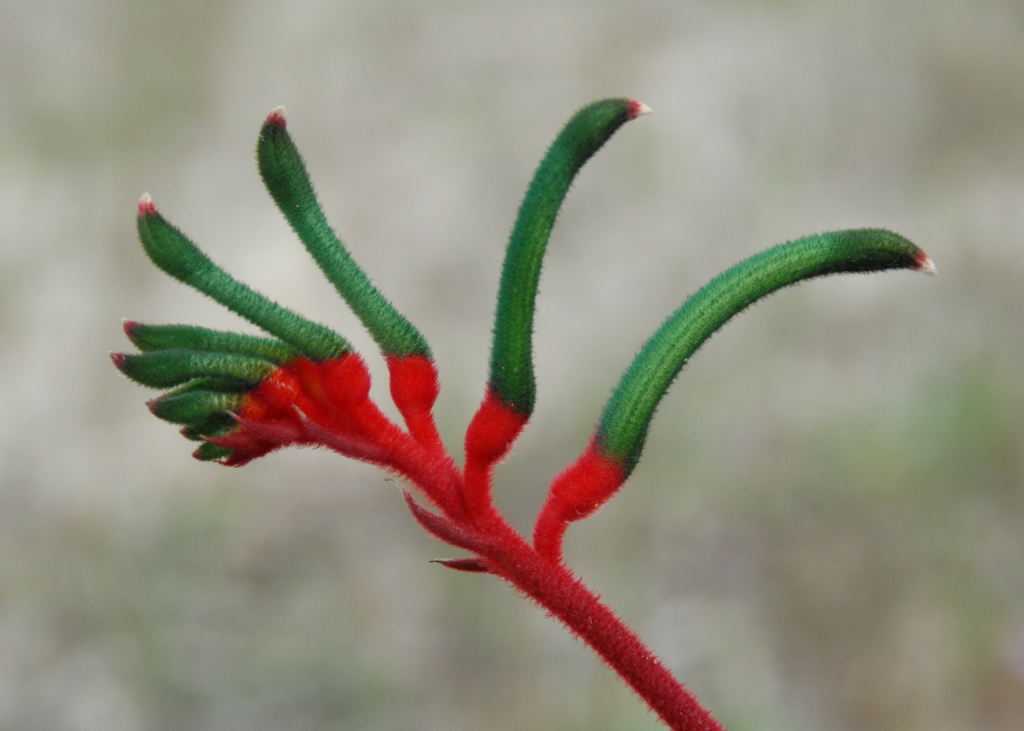
Anigozanthos manglesii

## Caractéristiques

### Port général
Anigozanthos manglesii est une plante herbacée, rhizomateuse, vivace à feuillage persistant ,.
Elle pousse à partir d’une tige souterraine, un rhizome, ce qui permet sa propagation par prolifération racinaire . Elle est haute d’environ un mètre, a une grande diversité de formes et couleurs et donne des fleurs distinctives. 
Anigozanthos manglesii porte de longues feuilles basales de 30 à 40 cm qui se terminent par un apex pointu,.
La partie aérienne meurt en été et se régénère en automne grâce au rhizome souterrain. Les fleurs apparaissent en grappes sur les tiges qui émergent à la base des feuilles. La base d'une fleur individuelle au sein d’une inflorescence est généralement de couleur rouge vif. Chaque tige florifère peut consister en une douzaine de fleurs. Les fleurs se courbent vers le bas à mesure qu'elles s'ouvrent. La combinaison des bourgeons et des fleurs ouvertes donne naissance au nom de «patte kangourou» .

### Appareil végétatif
Les feuilles sont principalement basales avec quelques feuilles plus petites sur les tiges. Elles sont entières, simples et persistantes .Les feuilles basales n’ont pas de ligule. Les tiges sont toutes florales. Certaines espèces du genre Anigozanthos ont des tiges ramifiées, mais A. manglesii, se trouve dans la section « Haplanthesis » qui ne possède pas de ramifications. Des petits poils recouvrent les tiges de la plante. Les fleurs sécrètent des substances d’une odeur forte et distinctive, qui dissuade les prédateurs de s’en approcher et servent de cette façon de mécanisme de défense. Les poils servent également à retenir l’eau, ce qui permet à la plante de se développer dans des environnements secs. Cette adaptation est indispensable à la survie de la plante.
Une autre adaptation nécessaire sont les tiges robustes. Ces tiges permettent de soutenir les oiseaux pollinisateurs qui viennent se poser sur la plante.
La plante a une hauteur qui va de 50 centimètres à 2 mètres de haut. Celles de 2 mètres sont les plus adaptées aux conditions humides mais sont encombrantes dans les jardins.

### Appareil reproducteur
Le périanthe est constitué d’un long tube courbé pourvu de six lobes courts. 
Les fleurs ont 6 pétales, sont bisexuées et sont couvertes de poils. Le pistil est constitué de trois carpelles soudés, ce qui donne un ovaire à trois cellules, contenant chacune beaucoup d’ovules. Le style est long et fin et le stigmate apical est légèrement élargi. Les étamines, au nombre de 6, sont faites de filets courts insérés dans le tube, sous les lobes, ainsi que d’anthères.
Les fleurs sont vertes et recouvertes de poils. Elles émergent en groupe sur les tiges d’un rouge marqué. Chaque tige qui fleurira pourra porter jusqu’à douze fleurs, qui s’ouvriront chacune à leur tour en commençant par celle du bas.

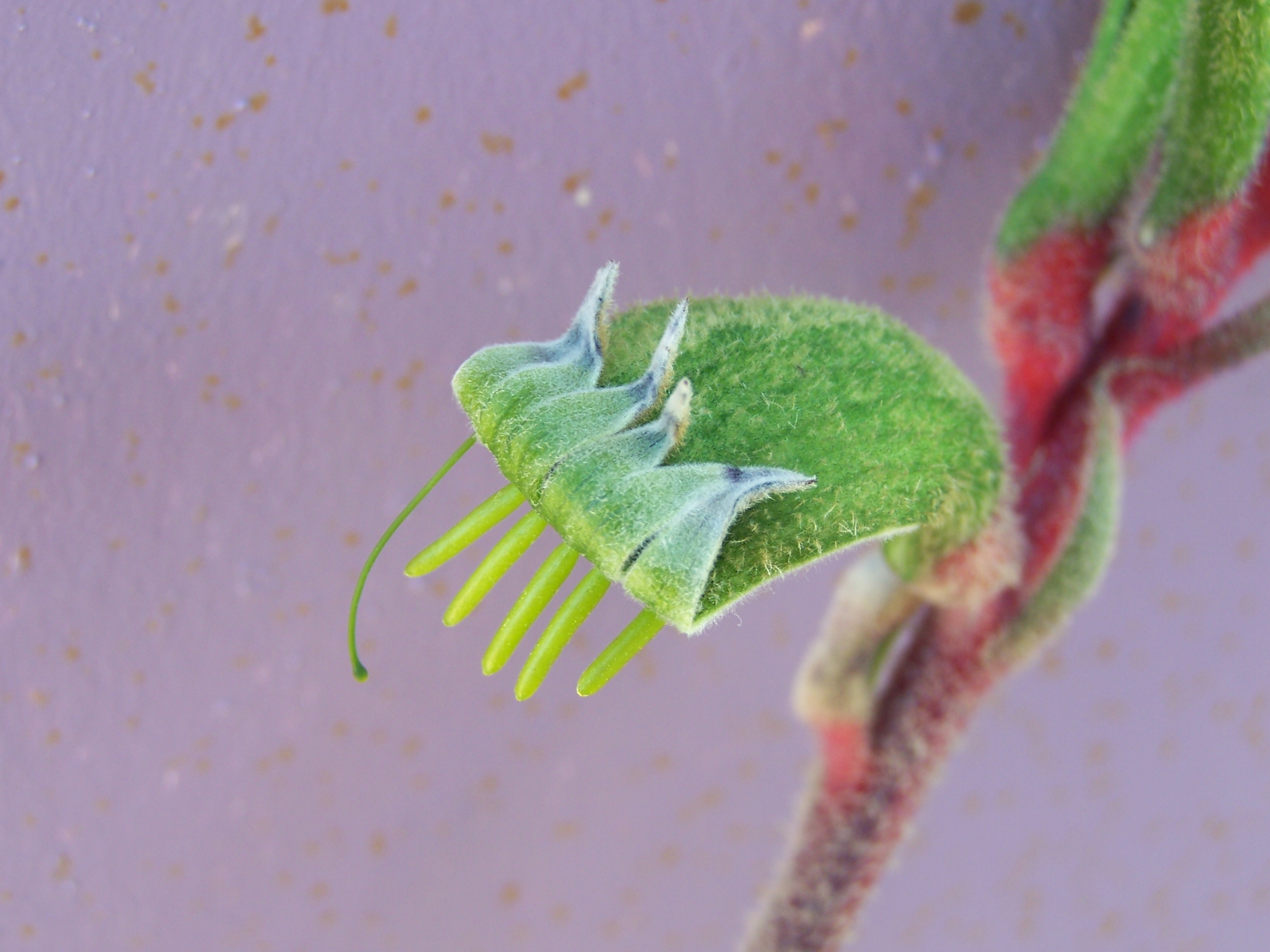
Appareil reproducteur dAnigozanthos manglesii

La période où les fleurs sont les plus colorées est celle où elles sont dans le bourgeon, car ce sont les poils minuscules sur la couverture du bourgeon qui leur donnent leur couleur. Quand les fleurs s'épanouissent, elles ajoutent un nouveau contraste à l'aspect général de la plante, et varient dans différentes couleurs, certaines avec des pétales blancs et des étamines orange, d'autres avec des pétales verts et des étamines rouges. La couleur de la fleur varie du rouge à l’orange, en passant par le jaune et rose.

## Taxonomie
Anigozanthos manglesii appartient à la section Haplanthesis, qui contient les espèces suivantes : 
- Anigozanthos bicolor
- Anigozanthos viridis
- Anigozanthos humilis
- Anigozanthos kalbarriensis
- Anigozanthos gabrielae

Les sous espèces suivantes de A. manglesii sont :
- Anigozanthos manglesii subsp. quadrans Hopper (au Nord jusque Shark Bay)
- Anigozanthos manglesii D.Don subsp. manglesi (au nord jusque Gingin et au sud jusque Cap Leeuwin)

Anigozanthos manglesii est connu pour s'hybrider naturellement avec d'autres espèces d'Anigozanthos, dont A. viridis. Leurs progénitures ont été nommées Anigozanthos manglesii var. × angustifolius Lindl. et Anigozanthos manglesiivar. × virescens Ostenf.

## Écologie

### Région d'origine et régions où la plante s'est naturalisée
Cette espèce est occurrente dans les Sandplains de Geraldton et au niveau de la plaine côtière de Swan (aux alentours de Perth). On trouve également de nombreuses occurrences dans la forêt de Jarrah et dans la région de Warren. Cette espèce n’atteint cependant pas les côtes méridionales. Elle s’étend jusqu’à la ceinture de blé d’Avon.  
En Californie, les plantes ont trouvé elles-mêmes le chemin via la dispersion.

### Habitat
On la trouve dans la partie Ouest de l’Australie où on retrouve une moyenne de précipitations d’environ 406 mm, et où les températures estivales sont comprises entre 25 et 35 °C, tandis que les températures hivernales tournent autour de 8 à 16 °C. Elles acceptent un large type de sols et de climats, incluant des étés humides. Ses poils servent à retenir l’eau, ce qui est une caractéristique intéressante lorsque la plante pousse en zone aride.
Cette espèce est généralement trouvée dans des zones de climat frais, mais elle peut également supporter assez facilement des périodes de sécheresse. On peut la trouver dans des sols aussi bien acides que neutres. Au niveau du type de sol, on la trouve dans des sols sablonneux ou caillouteux, qui peuvent être pauvres en nutriments. Elle se porte aussi bien au soleil qu’à l’ombre.
Dans les zones gelées, elles peuvent être cultivées en pots mais il est cependant nécessaire de les mettre à l’abri pendant la période hivernale la plus froide . 
Les pH des sols favorables pour cette espèce s’étendent de 6 à 8, donc légèrement alcalin. Cette espèce supporte donc un large spectre de pH du sol.

### Cycle de vie

#### Germination
La germination d’Anigozanthos manglesii est lente et difficile.
Dans le cas d’Anigozanthos manglesii, un obstacle à la germination est une barrière physico-chimique : en effet, l’embryon doit parvenir à percer la graine pour germer. 
La germination est ralentie par des conditions humides et inférieures à 5 °C, cependant ces conditions n’altèrent pas la viabilité de la graine. Cela veut dire qu’une seconde dormance peut être possible si les conditions ne sont pas favorables. Par contre, stocker la graine dans un environnement sec à température ambiante augmentera les probabilités de germination, et plus le temps de stockage sera long plus la germination sera probable.
Cela explique pourquoi Anigozanthos manglesii est souvent retrouvée dans des zones ayant été touchées par un feu de brousse. En effet, la germination est fort prolifique après un feu. En cultivant ces graines avec des aérosols de fumée, une réponse favorable de germination est observée avec une croissance augmentée de la base de la tige à l’apex. Il a été étudié que le cyanure joue un rôle dans la germination des graines dormantes dans le sol après un feu de brousse. Lorsque les plantes brûlent, elles produisent une substance qui sera hydrolysée par la prochaine pluie, et libérera du cyanure. Celui-ci a un rôle important dans la regénération du paysage après un feu.

#### Floraison
La saison de floraison est large, généralement comprise entre le printemps et le début de l’été. La partie aérienne de la plante meurt généralement à la fin de l’été et elle ne sera plus que limitée au rhizome souterrain. Les fleurs sont disposées en racème et sont hermaphrodites, nectarifères. Elles sont tubulaires pubescentes et possèdent 6 griffes.
Plus l’ensoleillement quotidien sera long et plus la température va être élevée, plus la croissance des fleurs et des tiges sera importante et rapide. Cela est vrai jusque 27 °C, température au-delà de laquelle les fleurs ne se porteront plus très bien. En outre, l’expression des couleurs est plus importante lors de basses températures.

### Interactions avec d'autres organismes
Les fleurs sont visitées par les abeilles et les papillons mais les réels agents pollinisateurs sont les oiseaux nectarivores, du genre Anthochaera et d’autres espèces de la famille des méliphagidés.C’est surtout l’aspect coloré des fleurs qui attire les oiseaux,. Les tiges sont robustes et longues afin de supporter le poids des oiseaux lorsqu’ils butinent les fleurs.
Kawanaphila nartee, un orthoptère dans la famille des Tettigoniidae, sous-famille des Zaprochilinae, mange le pollen d’A. manglesii pendant la nuit, mais ne la pollinise pas.

### Protection
C’est n’est pas une espèce menacée mais bien protégée. Les collecteurs doivent être en possession d’une autorisation.

## Propriétés

### Toxicité
Il n’y a pas de toxicité connue à ce jour. Si des animaux domestiques de compagnie viennent à manger la plante, ils réagissent par régurgitation comme lorsqu’ils mangent la plupart des plantes.

## Utilisation

### Usages médicaux
Les extraits peuvent également être utilisés comme produit de cosmétique pour la peau et les cheveux.

### Plante ornementale
C'est une plante ornementale au Japon.

## Agriculture et horticulture

### Méthodes de culture
Anigozanthos manglesii a la possibilité d’être cultivée à partir de graines sans nécessité d’avoir un traitement au préalable. Cette plante peut également se propager par division de la touffe, souvent dans la période suivant la floraison. Les pattes de kangourou hybrides peuvent être propagées commercialement par “culture tissulaire”. Aujourd'hui, on peut retrouver ces fleurs aux USA, Israël et Japon. Ces cultures se font à partir de tissus importés d’Australie. À la suite de ces importations, elles ont été cultivées dans des serres non chauffées sous des conditions naturelles du jour.
Pour avoir des belles plantes, il est préférable de les faire pousser sous le soleil et de bien les arroser. Pour améliorer la croissance, on peut ajouter de la matière organique dans le sol. La demande d’eau est un peu plus élevée au printemps qu’en plein été. Cependant, en dehors de ces périodes, elles sont assez résistantes à la sécheresse. Elle pousse avec grande réussite dans des pots. il faut pouvoir lui fournir un mélange de terreau de bonne qualité qui doit être ajouté régulièrement toutes les 3 semaines lorsque la plante est en période de croissance. Lorsqu’elle est cultivée en pot, il faut également penser à l’arroser 2 fois par semaine. Anigozanthos manglesii se porte mieux lorsqu’elle est plantée en automne plutôt qu’en hiver.
Au sein de son genre, cette espèce est la plus dure à cultiver. Après la floraison, il faut réduire les arrosages pour lui permettre un environnement sec durant l’hiver. La bonne croissance nécessite un ensoleillement conséquent. Elle pousse mieux dans les sols légers sablonneux,. En été et en automne, il est conseillé de mettre quelques poignées d’engraisautour de la base. Il est également favorable de recommencer au printemps. En ce qui concerne la fertilisation, les applications d'engrais sur une période de 3-4 mois sont les meilleures au moment de la plantation.
En été et en automne, lorsque les touffes deviennent très grosses, on peut couper le rhizome en morceaux à l’aide d’une pelle pour avoir de nouvelles plantes. Il est également conseillé en automne de couper les pattes de kangourou jusqu’à la limite du sol, car les points de croissance sont souterrains, pour favoriser une croissance saine lors de l’année qui suit. Il est également conseillé d’enlever les fleurs fanées en les taillant jusqu’à la base de la tige,. L’utilisation d’un sécateur est également recommandée.
Elles sont souvent utilisées comme fleurs de bouquets, en raison de leur apparence unique et de leurs qualités durables. Comme les plantes se détériorent généralement après la deuxième saison, elles sont mieux traitées comme bisannuelles.

### Hybridation
Il y a eu des travaux d’hybridation qui ont été effectués entre A. manglesii et A. hardavidus. Le résultat de cette hybridation permet de produire des cultivars dont l’apparence générale est celle de A. manglesii mais possédant une plus forte résistance aux maladies. L’un des premiers hybrides résultant de ce croisement est “Bush Emerald”.

### Ennemis

#### Ravageurs
Les ennemis de cette plante sont les limaces et les escargots car ces derniers mangent les feuilles ce qui conduit à une exposition des vaisseaux. De plus, ces mollusques rongent des bandes de tissus de la feuille. 
Un autre ennemi est le puceron, celui-ci infecte la plante au printemps et en automne. Ces pucerons sucent le fluide, ce qui entraîne la mort de la plante,.

#### Maladies
Une des maladies rencontrée fréquemment chez A. manglesii est la maladie des “taches d’encre” qui consiste en l’apparition de taches noirâtres isolées sur les vieilles feuilles, ce qui entraîne leur mort. Cette maladie peut être d’origine fongique, causée par des escargots ou les dommages peuvent aussi être causés par le gel.Si cette maladie persiste, on observe une destruction des fleurs et un dépérissement des tiges conduisant à la mort de la plante. Il est recommandé de couper les feuilles noirâtres où les tissus sont morts car ça permet de redonner un aspect vigoureux à la plante,. 
En 1990, une maladie a été trouvée à Okinawa. Il s’agit de deux espèces de champignons (Fusarium chlamydosporum et Fusarium semitectum) qui induisent le flétrissement de la plante et se caractérisent par une décoloration lui donnant une couleur brune autour des feuilles et tiges ainsi qu’à la base de la plante. Par la suite, des mycéliums cotonneux blanchâtres apparaissent sur les lésions, ce qui entraîne la mort de la plante. 
Cette maladie peut être dû à un arrosage trop intensif, ce qui noie les feuilles.

## Aspect culturel
Anigozanthos manglesii est l’emblème végétal de l’Australie occidentale depuis le 9 novembre 1960 étant donné qu’elle est originaire du sud-ouest de cet état. 